# Liste der Naturdenkmale in Nürtingen
| Naturdenkmale | Anzahl |
| ------------- | ------ |
| FND           | 26     |
| END           | 31     |
| Gesamt        | 57     |

Die Liste der Naturdenkmale in Nürtingen nennt die verordneten Naturdenkmale (ND) der im baden-württembergischen Landkreis Esslingen liegenden Stadt Nürtingen. In Nürtingen gibt es insgesamt 57 als Naturdenkmal geschützte Objekte, davon sind 26 flächenhafte Naturdenkmale (FND) und 31 Einzelgebilde-Naturdenkmale (END).
Stand: 30. Oktober 2016.

## Flächenhafte Naturdenkmale (FND)
| Name                                                          | Bild           | Kennung     | Einzelheiten                     | Position | Fläche Hektar | Datum         |
| ------------------------------------------------------------- | -------------- | ----------- | -------------------------------- | -------- | ------------- | ------------- |
| Aich mit Insel                                                |                | 81160493239 | Nürtingen, Aichtal               | ⊙        | 4,1           | 20. Feb. 1995 |
| Ehemaliger Neckaraltarm mit Auenwald                          |                | 81160493224 | Nürtingen                        | ⊙        | 3,4           | 25. Aug. 1983 |
| Ehemaliger Rhätsandsteinbruch                                 |                | 81160493221 | Nürtingen                        | ⊙        | 0,8           | 25. Aug. 1983 |
| Eichengruppe im Gewann Kirchert                               | BW             | 81160493250 | Nürtingen                        | ⊙        | 0,4           | 20. Feb. 1995 |
| Feldgehölz mit Eiche am Denkendorfer Weg                      |                | 81160493241 | Nürtingen                        | ⊙        | 0,3           | 20. Feb. 1995 |
| Feldhecke im Gewann Aichhalde                                 |                | 81160493238 | Nürtingen                        | ⊙        | 0,6           | 20. Feb. 1995 |
| Felsengruppe und Wasserfall im Döbelwald                      |                | 81160493219 | Nürtingen, Wolfschlugen, Aichtal | ⊙        | 4,7           | 20. Feb. 1995 |
| Feuchtgebiet im Gewann Beutwang                               |                | 81160493235 | Nürtingen                        | ⊙        | 2,5           | 20. Feb. 1995 |
| Feuchtgebiet im Gewann Kirchert                               | BW             | 81160493263 | Nürtingen                        | ⊙        | 1,0           | 20. Feb. 1995 |
| Feuchtgebiet im Gewann Schollenhölzle                         | BW             | 81160493257 | Nürtingen                        | ⊙        | 0,6           | 20. Feb. 1995 |
| Gehölzgruppe und Feuchtgebiet im Gewann Lerchenberg           | BW             | 81160493236 | Nürtingen                        | ⊙        | 1,7           | 20. Feb. 1995 |
| Geologischer Aufschluß an der Panoramastraße                  |                | 81160493243 | Nürtingen                        | ⊙        | 0,1           | 20. Feb. 1995 |
| Grenzhag im Gewann Kirchert                                   | BW             | 81160493247 | Großbettlingen, Nürtingen        | ⊙        | 0,8           | 20. Feb. 1995 |
| Hainbuchen im Gewann Bauerwald                                |                | 81160493237 | Nürtingen                        | ⊙        | 2,0           | 20. Feb. 1995 |
| Hecke im Gewann Börlenbergegert                               |                | 81160493254 | Nürtingen                        | ⊙        | 0,2           | 20. Feb. 1995 |
| Hecken im Gewann Trogbrunnen                                  | BW             | 81160493255 | Nürtingen                        | ⊙        | 0,6           | 20. Feb. 1995 |
| Hecken und Feldgehölze am nördlichen Ortsrand von Zizishausen | BW             | 81160493242 | Nürtingen                        | ⊙        | 3,6           | 20. Feb. 1995 |
| Kopfweiden am Sportgelände                                    |                | 81160493245 | Nürtingen                        | ⊙        | 0,7           | 20. Feb. 1995 |
| Lindenallee im Tiefenbachtal                                  |                | 81160493253 | Nürtingen                        | ⊙        | 0,7           | 20. Feb. 1995 |
| Neckarinsel                                                   |                | 81160493211 | Nürtingen                        | ⊙        | 2,4           | 25. Aug. 1983 |
| Schluchtwald im Gewann Hohe Wiese                             | BW             | 81160493262 | Nürtingen                        | ⊙        | 0,4           | 20. Feb. 1995 |
| Seerosenteich                                                 |                | 81160493222 | Nürtingen                        | ⊙        | 1,0           | 25. Aug. 1983 |
| Teich bei der Pflanzschule                                    |                | 81160493258 | Nürtingen                        | ⊙        | 0,4           | 20. Feb. 1995 |
| Teich im Gewann Kirchert                                      |                | 81160493246 | Nürtingen                        | ⊙        | 0,4           | 20. Feb. 1995 |
| Teufelsklinge                                                 |                | 81160493240 | Nürtingen                        | ⊙        | 2,9           | 20. Feb. 1995 |
| Vulkanembryo (Kräuterbühl)                                    | weitere Bilder | 81160493218 | Nürtingen                        | ⊙        | 0,4           | 25. Aug. 1983 |
| Legende für Naturdenkmal                                      |                |             |                                  |          |               |               |

## Einzelgebilde (END)
| Name                             | Bild | Kennung     | Einzelheiten | Position | Fläche Hektar | Datum         |
| -------------------------------- | ---- | ----------- | ------------ | -------- | ------------- | ------------- |
| Buche im Gewann Kirchert         | BW   | 81160493251 | Nürtingen    | ⊙        | 0,0           | 20. Feb. 1995 |
| Eiche im Gewann Eisenwinkel      | BW   | 81160493259 | Nürtingen    | ⊙        | 0,0           | 20. Feb. 1995 |
| Eiche im Gewann Grabenäcker      | BW   | 81160493234 | Nürtingen    | ⊙        | 0,0           | 20. Feb. 1995 |
| Eiche im Gewann Kirchert         | BW   | 81160493252 | Nürtingen    | ⊙        | 0,0           | 20. Feb. 1995 |
| Eiche im Gewann Schillingshau    |      | 81160493248 | Nürtingen    | ⊙        | 0,0           | 20. Feb. 1995 |
| Eiche im Gewann Talwald          |      | 81160493261 | Nürtingen    | ⊙        | 0,0           | 20. Feb. 1995 |
| Eiche im Gewann Vorhalde         | BW   | 81160493256 | Nürtingen    | ⊙        | 0,0           | 20. Feb. 1995 |
| Felsenblock (Ulrichstein)        |      | 81160493220 | Nürtingen    | ⊙        | 0,2           | 25. Aug. 1983 |
| Linde im Gewann Buizenbrühl      |      | 81160493233 | Nürtingen    | ⊙        | 0,0           | 20. Feb. 1995 |
| 1 Eiche (Adamseiche)             |      | 81160493202 | Nürtingen    | ⊙        | 0,0           | 25. Aug. 1983 |
| 1 Eiche (Fuchseiche)             |      | 81160493206 | Nürtingen    | ⊙        | 0,0           | 25. Aug. 1983 |
| 1 Eiche (Luthereiche)            |      | 81160493208 | Nürtingen    | ⊙        | 0,0           | 25. Aug. 1983 |
| 1 Eiche (Luthereiche)            |      | 81160493217 | Nürtingen    | ⊙        | 0,0           | 25. Aug. 1983 |
| 1 Eiche (Seegraseiche)           |      | 81160493207 | Nürtingen    | ⊙        | 0,0           | 25. Aug. 1983 |
| 1 Eiche (Wechseleiche)           | BW   | 81160493209 | Nürtingen    | ⊙        | 0,0           | 25. Aug. 1983 |
| 1 Eiche                          | BW   | 81160493203 | Nürtingen    | ⊙        | 0,0           | 25. Aug. 1983 |
| 1 Eiche                          |      | 81160493225 | Nürtingen    | ⊙        | 0,0           | 25. Aug. 1983 |
| 1 Eiche                          |      | 81160493226 | Nürtingen    | ⊙        | 0,0           | 25. Aug. 1983 |
| 1 Eiche                          | BW   | 81160493229 | Nürtingen    | ⊙        | 0,0           | 25. Aug. 1983 |
| 1 Kastanie                       |      | 81160493230 | Nürtingen    | ⊙        | 0,0           | 25. Aug. 1983 |
| 1 Linde (Schillerlinde)          |      | 81160493216 | Nürtingen    | ⊙        | 0,0           | 25. Aug. 1983 |
| 1 Linde (Zigeunerlinde)          |      | 81160493201 | Nürtingen    | ⊙        | 0,0           | 25. Aug. 1983 |
| 1 Linde                          |      | 81160493204 | Nürtingen    | ⊙        | 0,0           | 25. Aug. 1983 |
| 1 Linde                          |      | 81160493212 | Nürtingen    | ⊙        | 0,0           | 25. Aug. 1983 |
| 1 Linde                          |      | 81160493213 | Nürtingen    | ⊙        | 0,0           | 25. Aug. 1983 |
| 1 Linde                          | BW   | 81160493223 | Nürtingen    | ⊙        | 0,0           | 25. Aug. 1983 |
| 1 Linde                          | BW   | 81160493227 | Nürtingen    | ⊙        | 0,0           | 25. Aug. 1983 |
| 1 Linde                          |      | 81160493228 | Nürtingen    | ⊙        | 0,0           | 25. Aug. 1983 |
| 1 Linde                          |      | 81160493231 | Nürtingen    | ⊙        | 0,0           | 25. Aug. 1983 |
| 1 Stieleiche                     |      | 81160493210 | Nürtingen    | ⊙        | 0,0           | 25. Aug. 1983 |
| 2 Eichen im Gewann Schillingshau |      | 81160493249 | Nürtingen    | ⊙        | 0,0           | 20. Feb. 1995 |
| Legende für Naturdenkmal         |      |             |              |          |               |               |